# Spargania satanica
Spargania satanica là một loài bướm đêm trong họ Geometridae.